# Spelsberg
Spelsberg ist ein Ortsteil des Stadtbezirks Lüttringhausen im Norden der nordrhein-westfälischen Großstadt Remscheid.

## Lage
Die Hofschaft liegt ca. 250 Meter Luftlinie nördlich und gut 50 Höhenmeter oberhalb des Morsbachtals und der von der metallverarbeitenden Industrie geprägten Ortslage Spelsberger Hammer. Spelsberg liegt auf etwa 239 Meter über Normalnull auf einem in nördlicher Richtung ansteigenden Bergrücken zwischen Clarenbach und Gründerhammer. Auf einem der Höfe züchtet ein Liebhaberehepaar im Rahmen der „Bergischen Arche“ die alten Haustiersorten „Bergisches Wollschwein“, die Hühnersorte „Bergische Schlotterkämme“ und die „Ostfriesischen Milchschafe“, um diese Tiere vor dem Aussterben zu bewahren.

## Historie
Wann Spelsberg gegründet wurde, ist nicht bekannt. Da bereits im 14. Jahrhundert ein Hammer bei Spelsberg erwähnt wird, könnte die Ortschaft etwa ebenso alt sein. Urkundlich erwähnt wurde die Hofschaft 1547 als „Spedelsbergh“, was so viel wie „abgelegene Waldsiedlung“ bedeutet. 

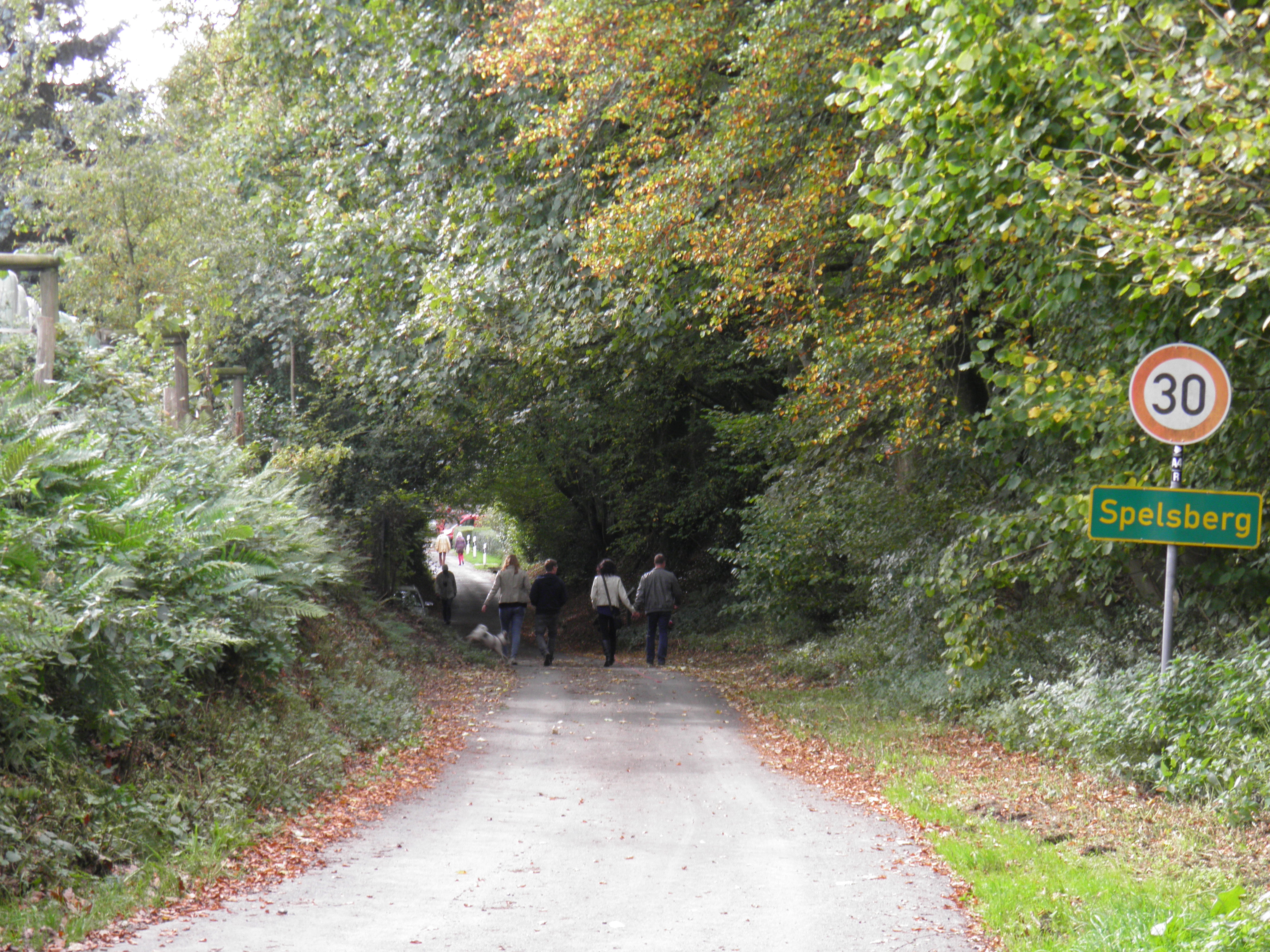
Spelsberger Kohlenweg

Eine weitere Nennung stammt aus dem Jahr 1607, wo „zwei Schleifkotten under Spilsberg“ genannt werden. 1727 gehörte Spelsberg zum Schulbezirk Heydt, später zum Bezirk Grund und kirchlich zu Lüttringhausen. Die meisten der älteren Häuser waren einst Bauernhäuser. Bis in die 1950er Jahre gab es im ersten Haus am Beginn der Hofschaft eine Gaststätte.

## Verkehr
Durch Spelsberger Hammer, das unterhalb der Hofschaft am Morsbach gelegen ist, verlief die Strecke der Ronsdorf-Müngstener Eisenbahn, die auf diesem Abschnitt am 16. November 1891 eröffnet wurde und am 30. August 1959 auch im Güterverkehr stillgelegt wurde. Bahnstationen gab es in Clarenbach und in Ehligshammer. Heute verkehrt hier mehrmals täglich der Bürgerbus.

## Bebauung und Natur
Spelsberg besteht aus 17 Wohngebäuden, wobei es sich sowohl um verschieferte Fachwerkhäuser älteren Erbauungsdatums sowie um einige Neubauten handelt. Im Jahr 2022 stehen die Häuser Spelsberg Nr. 2, 3, 4, 6, 12 unter Denkmalschutz. Die Ortslage auf einem Richtung Norden weiter ansteigenden Höhenrücken ist teilweise von (Mager-)Wiesen und Weiden sowie Wald- und Buschbereichen umgeben. Er vermittelt ein ländlich geprägtes Erscheinungsbild ohne Industriebetriebe.

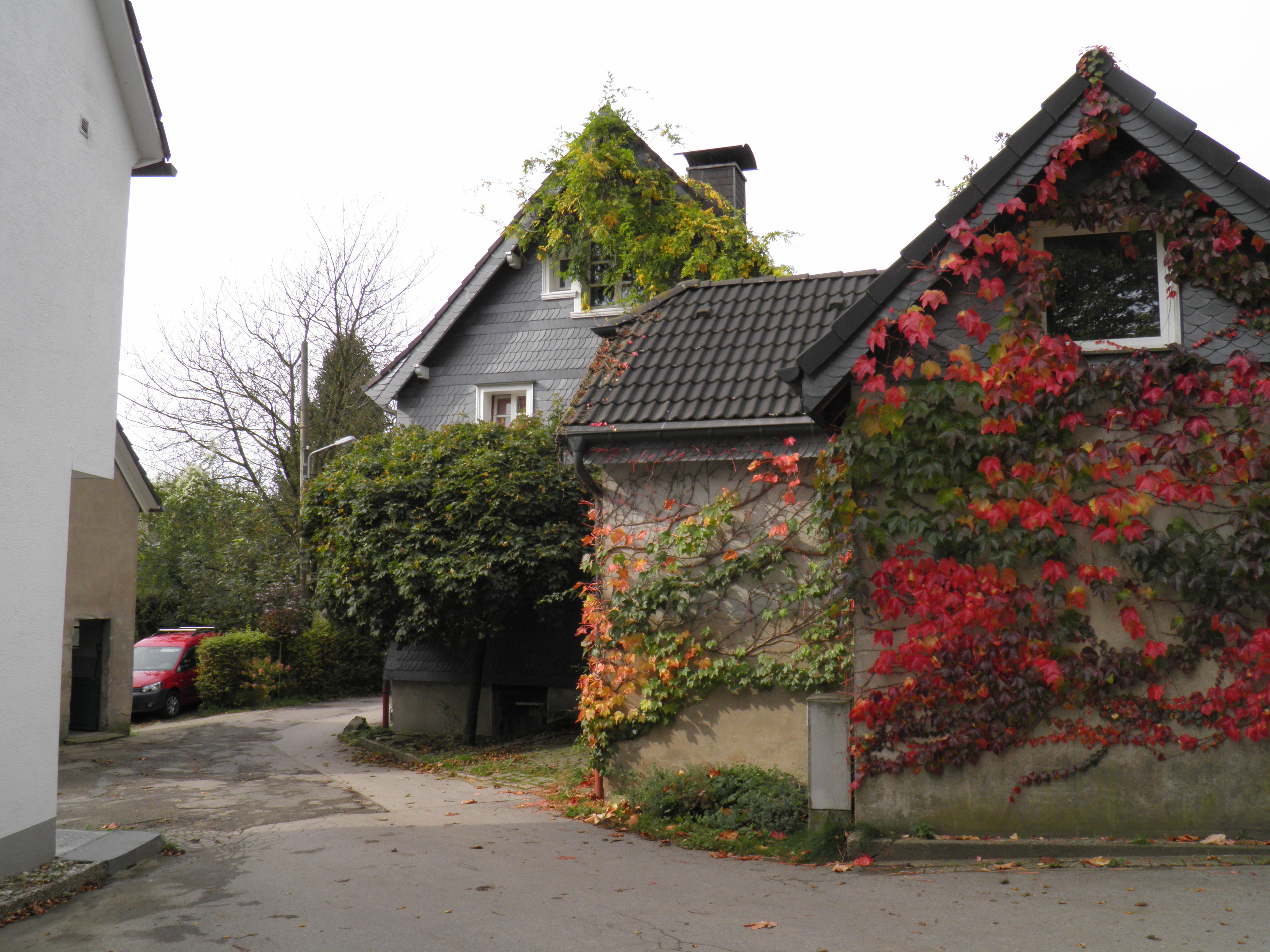
Hofschaft Spelsberg
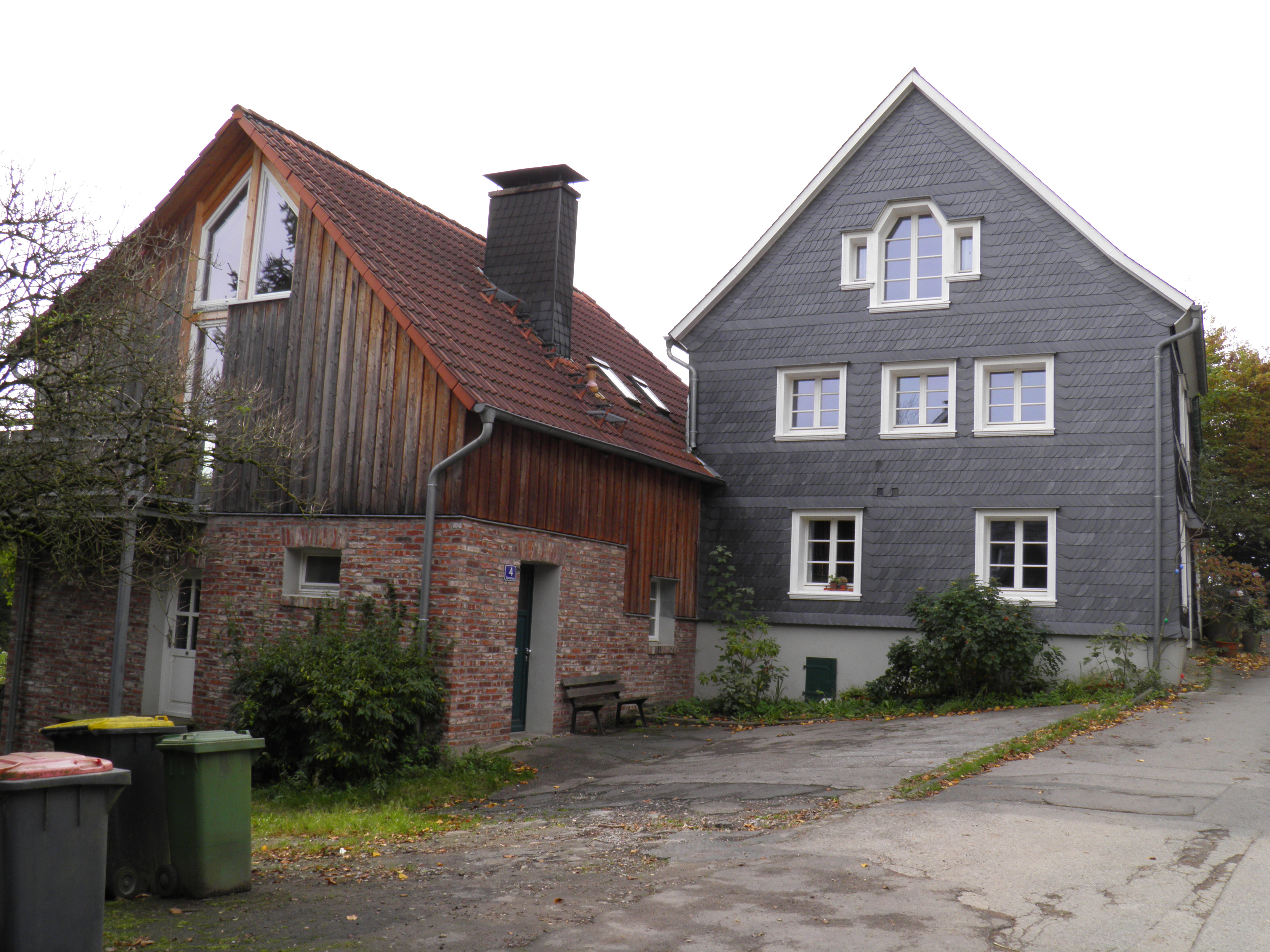
Ehemaliges Spelsberger Bauernhaus (Nr. 4) mit Stall
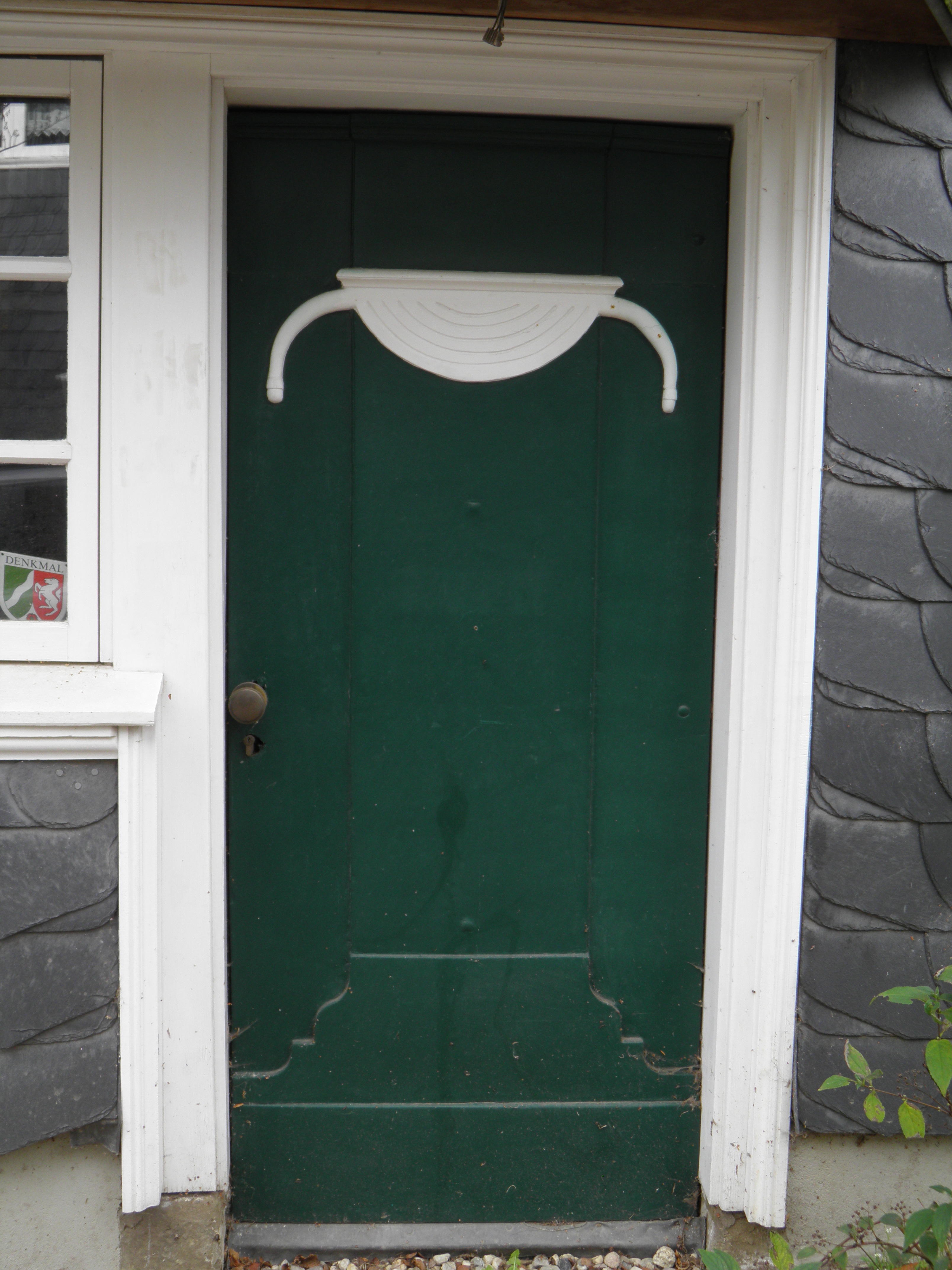
Alte Haustür (Spelsberg 4)
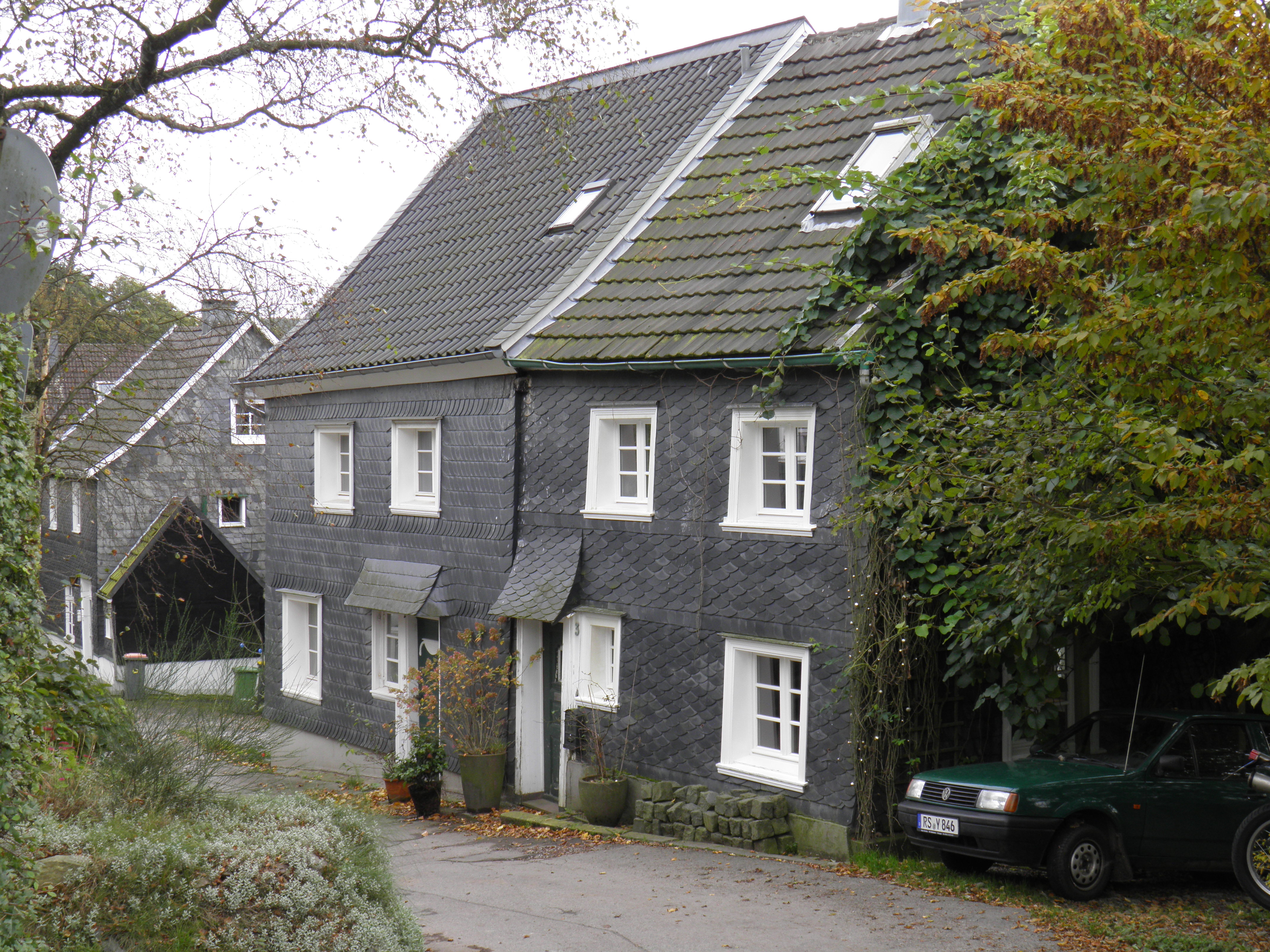
Schieferdoppelhaus Spelsberg 3 / 4
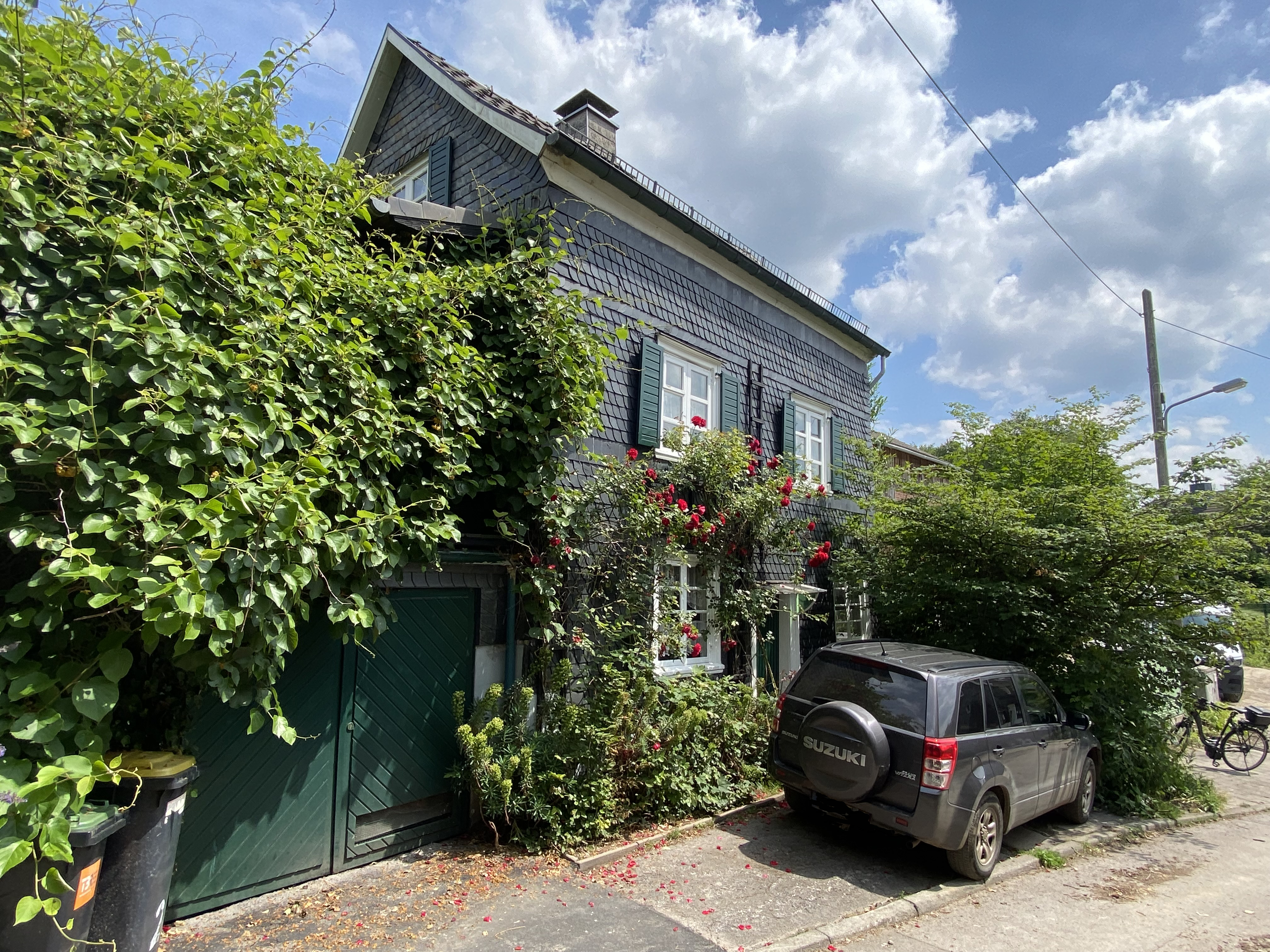
Spelsberg 2
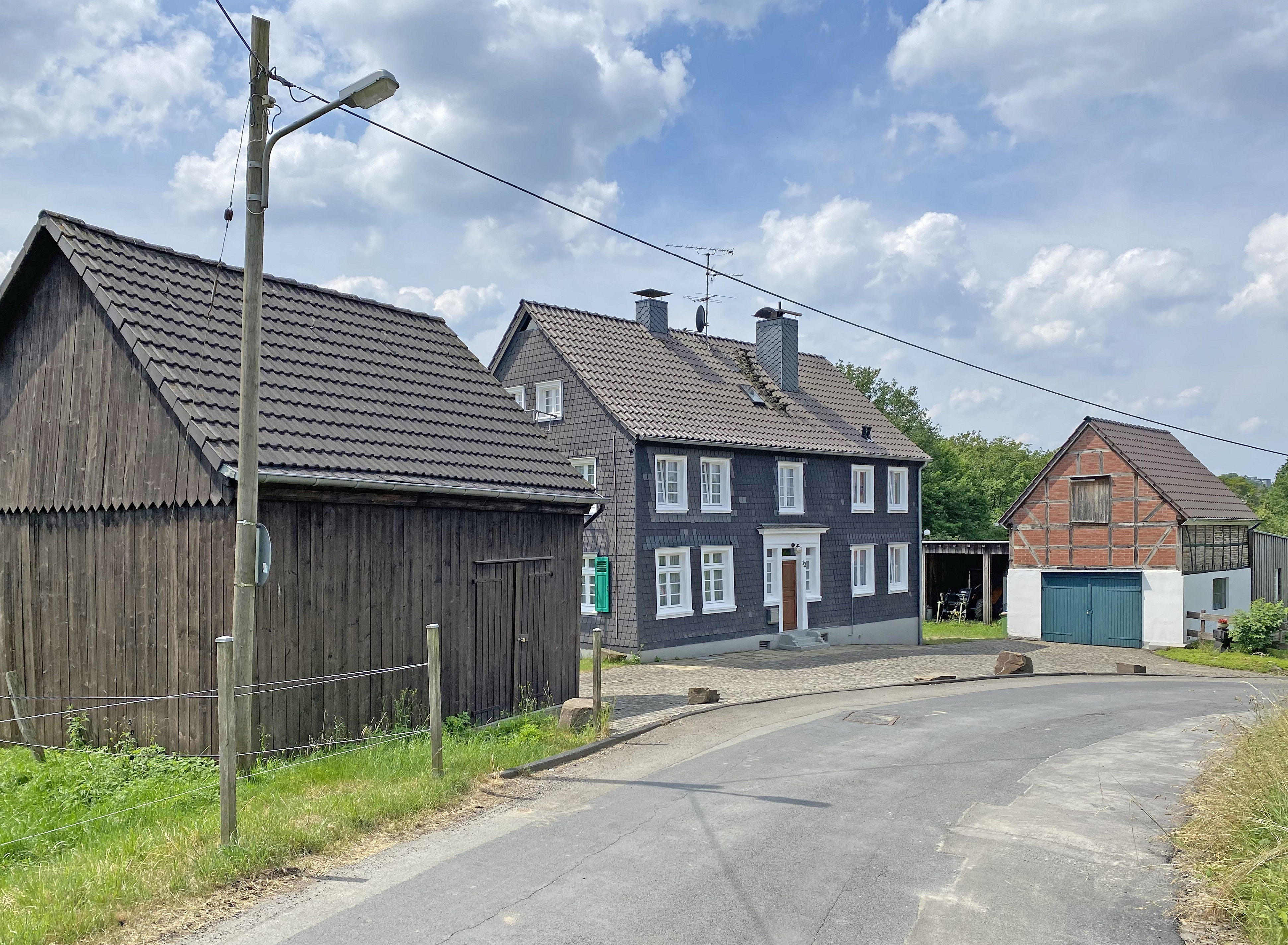
Spelsberg 12

Der in nördliche Richtung über Grüne führende Weg nach Ronsdorf war ehemals der alte Kohlenweg, der sowohl in Höhe Neuland als auch oberhalb Spelsberg als Hohlweg verläuft und nunmehr als Naturdenkmal ausgewiesen ist. Auf einer Strecke von etwa 100 m wirkt der Hohlweg wie in ein Naturtunnel, der von Hainbuchen und Efeu gebildet ist. Die Bäume wachsen in den Kronen ineinander.
Die Landschaft um Spelsberg und den umliegenden Ortschaften gilt laut Gutachten des Landschaftsverbands Rheinland als zu schützender „landesbedeutsamer Kulturbereich“. Durch Spelsberg führt u. a. der Wanderweg „Naturerlebnis Grund“ (hier als Wanderweg A4 gekennzeichnet).